# René de Longueil
Pour les articles homonymes, voir Longueil (homonymie).
René de Longueil (1596-1677), marquis de Maisons, dit « le président de Maisons », est un magistrat français, et un ministre des finances du XVIIe siècle.
Il fit construire par  François Mansart le château de Maisons (Maisons-Laffitte) dont il était seigneur. Comme surintendant des finances du Roi, il fut suspecté de malversations.

## Biographie
Issu d'une ancienne famille de parlementaires parisiens, René de Longueil est conseiller au Grand Conseil en 1618, puis Premier Président de la Cour des aides en 1620.
Le 22 mai 1622, il épouse Madeleine Boulenc de Crèvecœur (1609-1636) fille d'un riche magistrat de la Chambre des comptes, Guillaume Boulenc de Crèvecœur. Ils ont cinq enfants, mais Madeleine de Longueuil meurt prématurément le 11 avril 1636 ; son mari, très affecté par sa disparition, ne se remariera pas.
En 1642, René de Longueil devient Président à mortier au parlement de Paris, fonction très élevée dans la hiérarchie judiciaire. En 1645, il devient gouverneur des châteaux de Saint-Germain-en-Laye, de Versailles et d'Évreux. Mais avec la mort de ses protecteurs Richelieu (1642) et Louis XIII (1643), il doit se concilier le cardinal Mazarin, méfiant à l'égard des parlementaires, malgré son attachement aux Condé. Son attitude modérée durant la Fronde lui permet d'en sortir indemne.
Le 23 mai 1650, il est nommé surintendant des finances. À la mi-avril 1651, il donne dans le château de Maison qu'il vient de faire construire par l'architecte François Mansart, une fête somptueuse pour Anne d'Autriche, le jeune Louis XIV, et son frère Philippe, duc d'Anjou. 
Comme ce sera le cas plus tard pour Fouquet — son intégrité financière est suspectée et il est relevé de ses fonctions par Louis XIV quand celui-ci devient majeur, le 5 septembre 1651. Il reste cependant membre du Conseil avec le titre de Ministre d'État et conserve sa charge de Président à mortier. 
En 1653, sa charge de gouverneur de Versailles et de Saint-Germain lui est retirée. Pendant cinq ans, il s'exile à Maisons et surtout à Glisolles, près de l'abbaye de Saint-Pierre de Conches (Eure).
En 1656, Longueil marie sa fille avec le marquis de Soyecourt chevalier des ordres du Roi et grand maître de sa garde robe. Ce mariage marque le début d'un retour en grâce.  En 1658, le domaine de Maisons est érigé en marquisat. 
En 1671, René de Longueil reçoit une nouvelle visite de Louis XIV, qui séjourne plusieurs jours au Château de Maisons. Il meurt en septembre 1677, âgé de quatre-vint-un ans.